# Скандинавська залізна доба

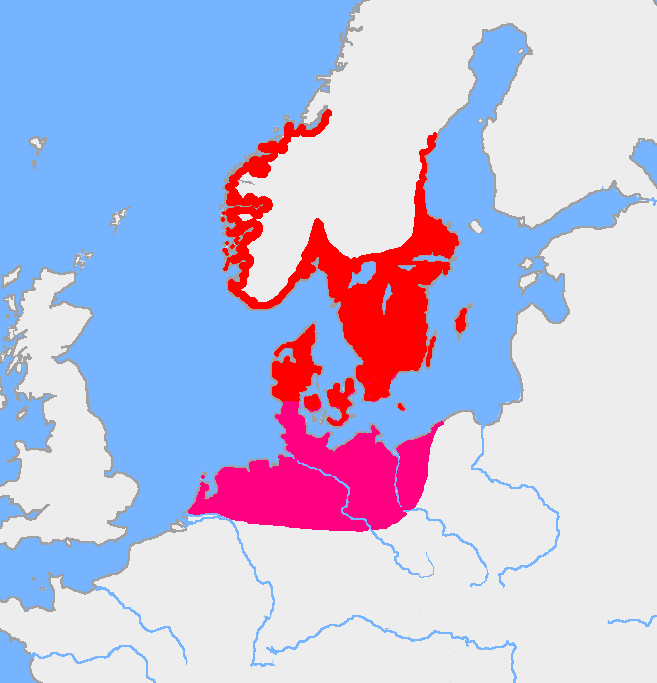
Поширення поселень доримської залізної доби в Скандинавії, 4 — 1 ст. до н. е.

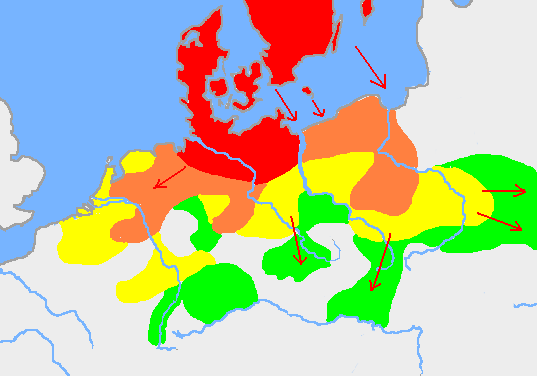
Напрямки міграції германських племен (750 рік до н.е — I століття н. е.)

Скандинавська залізна доба (або Північна залізна доба)  - це перебіг залізної доби у Скандинавії.

## Початок
VI і V століття до н. е. стали переломним моментом для експорту та імпорту на європейському континенті. Постійно зростаючі конфлікти і війни між центрально-європейськими кельтськими племенами і середземноморськими культурами дестабілізували старі основні торгові шляхи і зв'язки між Скандинавією і Середземномор'ям, врешті-решт перервавши їх і різко змінивши скандинавські культури. Вони були вимушені стати практично самостійними і самодостатніми. Археологія свідчить про швидку і глибоку зміну в скандинавській культурі і способі життя. Сільськогосподарське виробництво стало більш активним, організованим навколо великих населених пунктів і з набагато більш трудомістким виробництвом. З'явився і поширився інститут рабства, який рідко зустрічався у Скандинавії бронзового століття. Не має свідчень, що зростаюча сила, багатство та організація центрально-європейських племен в наступні століття спровокувала збільшення торгівлі і контактів між Скандинавією і Центральною Європою аж до 200—100 років до н. е. У той момент кельтські племена об'єдналися в численні міські спільноти, відомі як опідуми, і більш стабільна політична ситуація в Європі дозволила новий економічний розвиток і торгівлю.
Бронза у Скандинавії не могла вироблятись, бо олово не є місцевим природним ресурсом, але з новими техніками повільно набирало силу виробництво заліза з болотної  руди (в основному в Данії). Залізо є універсальним металом і було підходящим для інструментів і зброї, але революцію в оранці воно вчинило лише у добу вікінгів. Рало Бронзової доби продовжувало використовувались, але оброблялось настільки більше землі, що в південних регіонах Скандинавії були практично вирубані всі ліси. До того стада худоби вільно паслися у великих пасовищах-рідколіссях; тепер вони були розміщені в стайнях, ймовірно, щоб використовувати гній більш ефективно і збільшити сільськогосподарське виробництво. Хоча настання Залізної доби в Скандинавії був часом великої кризи, нова сільськогосподарська експансія, прийоми і організації швидко поширювались. Цей період може як падіння рівня життя внаслідок зниження експорту, так і просто відображати зміни в культурі.

## Періодизація
Залізна доба в Скандинавії і Північній Європі починається близько 500 року до н. е. з Ясторфської культури і завершується бл. 800 р.н. е. початком доби вікінгів. Вона змінює Бронзову добу в Скандинавії запозиченням чорної металургії при контакті з Гальштатською D/Латенською культурами.
Доба умовно поділяється на три періоди:
- Доримська залізна доба (з 5 по 1 ст. до н. е..)
- Римська залізна доба (з 1 ст. до н. е. по 4 ст. н. е.)
- Германська залізна доба (з 5 по 8 століття н. е.)
  - Вендельський період

Північно-європейська залізна доба є локусом прото-германської культури, яка в її пізній стадії диференціювалась на прото-норвезьку (в Скандинавії) і західно-германську (інгвеонську, ірмінонську, іствеонську) у Північній Німеччині.

## Культура і релігія
| Культура скандинавської залізної доби | Культура скандинавської залізної доби |
| --- | ------------------------------------- |
| - Схематичний малюнок будинку ранньої залізної доби. З'являються хліви. - Хутірський будинок римської залізної доби ("Селище залізної доби" у Оденсе, Данія) - Лойстська зала, реконструйований довгий дім 30 x 16 м германської залізної доби (Готланд, Швеція) |                                       |
| - Жінки носили спранги (сітки для волосся). Реконструйований спранг доримської залізної доби (Арденська жінка, Данія) - Залізна сокира (Готланд, Швеція. Малюнок з Nordisk familjebok, 1904–1926) - Човни Північної залізної доби (Йортспринзький човен, Данія)  |                                       |
| - Брактеати (Борнгольм, Данія) - Орнаментовані котли. Срібний Гундеструпський котел римської залізної доби (Аарс, Данія) - Золоті намиста. Мьонське намисто германської залізної доби (Вестерйотланд, Швеція)                                                    |                                       |